# Guymon
Guymon é uma cidade localizada no estado norte-americano de Oklahoma, no Condado de Texas.

## Demografia
Segundo o censo norte-americano de 2000, a sua população era de 10.472 habitantes.
Em 2006, foi estimada uma população de 10.696, um aumento de 224 (2.1%).

## Geografia
De acordo com o United States Census Bureau tem uma área de
18,9 km², dos quais 18,9 km² cobertos por terra e 0,0 km² cobertos por água.

## Localidades na vizinhança
O diagrama seguinte representa as localidades num raio de 36 km ao redor de Guymon.